# 牧壮
牧壮（まき たけし、1936年8月17日 - ）は、日本の社会起業家。IoS(Internet of Seniors)をビジョンとして掲げ、シニアへネット活用を呼びかけるエバンジェリスト。
一般社団法人アイオーシニアズジャパン共同創業者 兼 代表理事。牧アイティ研究所代表。e-senior IT活用研究会主宰。

## 来歴
山口県下関市に生まれる。父親は石油会社の技術者として、秋田・柏崎・東京・新潟と転勤を重ねた。戦争中は東京都世田谷区に住み、3月10日の東京大空襲や艦載機による機銃掃射を経験した。学童集団疎開で長野県に疎開し終戦を迎える。戦後の食料難時には母親の反物を持って埼玉の農家へ食料の買い出しに出た。その時に一台の鉱石ラジオとの出会い、それが技術屋として目覚めの始まりとなった（本人談）。
中学、高校時代は新潟で暮らし、新潟大学附属新潟中学校、新潟県立新潟高等学校を卒業する。慶應義塾大学工学部計測工学科卒業。卒業論文は「極座標表示による過渡現象表示法」。
卒業後は旭化成工業に入社し、化学技術導入・輸出などに従事した。その後、主にエレクトロニクス関連、医療機器などシステム機器開発などの新規事業開発に取り組む。旭メディカル常務取締役、シーメンス旭メディテック副社長、旭化成情報システム社長を歴任。1999年にリタイア後、マレーシアに在住し、インターネットをベースとしたコンサルビジネスに従事する。75歳の時に帰国、中小企業の経営を情報化で支援する傍ら、「高齢化社会と情報化社会の融合」をテーマとして新しい社会作りを試行、「新老人の会」での「スマート・シニア・アソシエイション」（SSA）を立ち上げたほか、シニアのためのインターネット教室を主宰する。
81歳で一般社団法人アイオーシニアズジャパンを設立した。
2021年10月、デジタル庁より「全てのシニアをインターネットで繋ぐ」（Internet of Seniors）（IoS）の活動が評価され、「デジタル社会推進賞・デジタル大臣賞」（銀賞）が授与された。

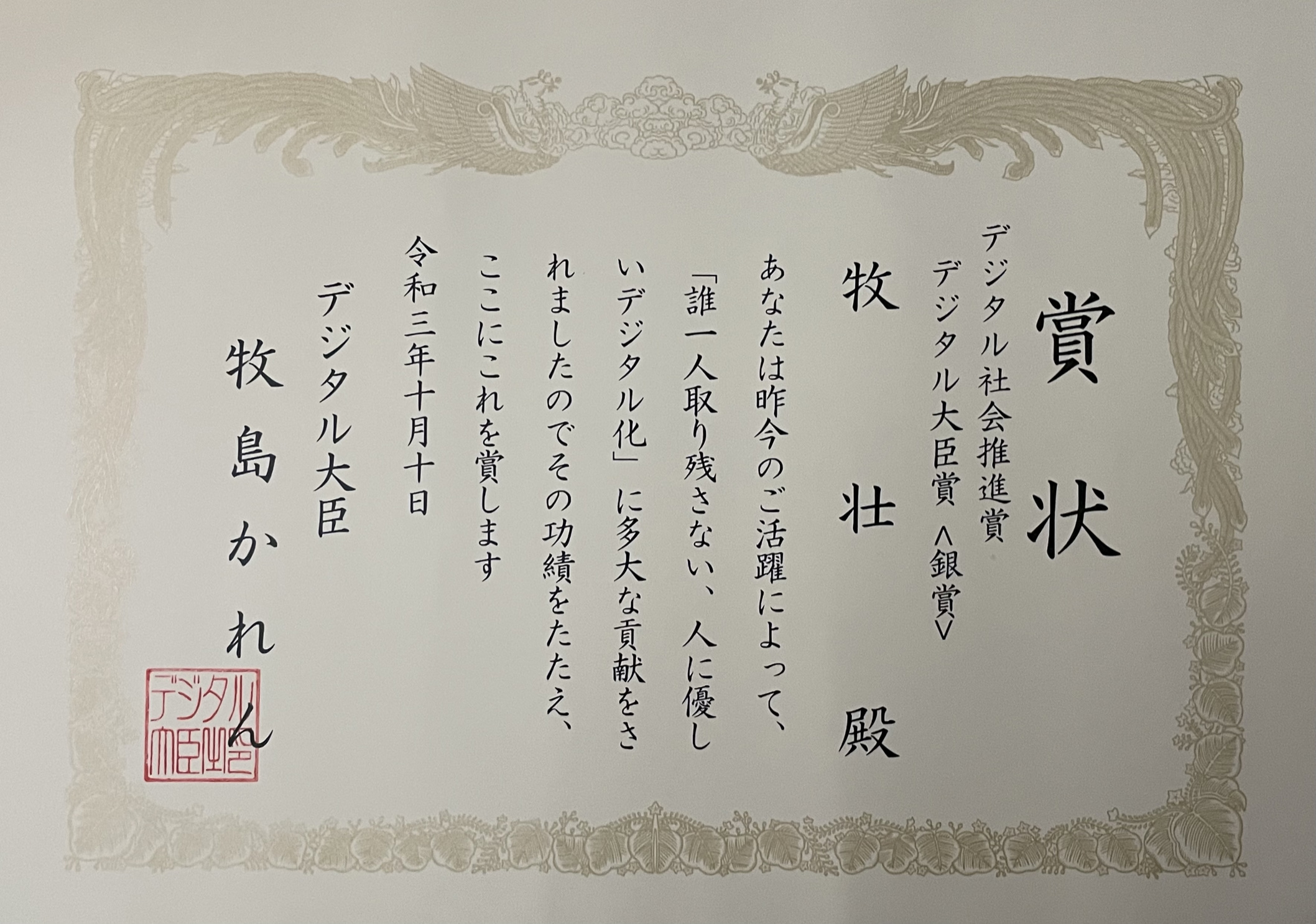

2022年5月、デジタル庁より「デジタル推進委員アンバサダー」に任命される（3人のうちの1人）。

## 日野原重明との関係
日野原重明が100歳の時、日野原と懇意であった大学時代の後輩から、日野原がSNSについて知りたいと伝えられ、その説明役を引き受ける。日野原が組織した「新老人の会」でFacebookによるネットでの会員交流に際してサポートのために立ち上げた「スマートシニアアソシエイション」が現在の牧の活動の原点となっている。

## 著書
- 『iPadで65歳からの毎日を10倍愉しくする私の方法』 明日香出版（2014年11月） ISBN 9784756917393
- 『シニアよ、インターネットでつながろう! Internet of Seniors®』 カナリアコミュニケーションズ出版(2018年12月) ISBN 9784778204440
- 『人生100歳　「シニアよ、新デジタル時代を共に生きよう」』カナリアコミュニケーションズ出版(2021年10月)